# Merzalben

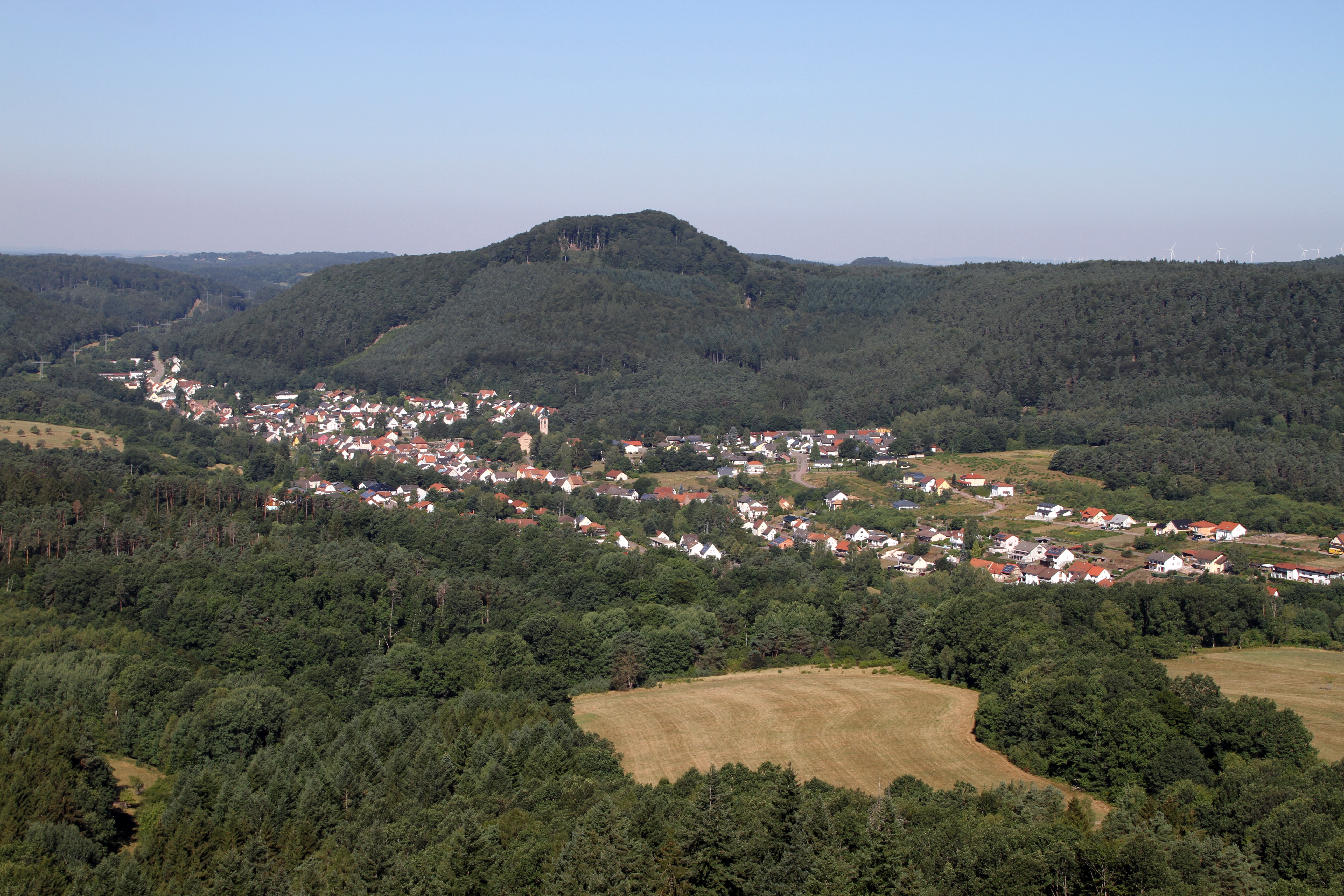
Ortsbild von Merzalben

Merzalben ist eine Ortsgemeinde im Landkreis Südwestpfalz in Rheinland-Pfalz. Sie gehört der Verbandsgemeinde Rodalben an, innerhalb derer sie gemessen an der Fläche die größte, gemessen an der Einwohnerzahl jedoch die drittkleinste Ortsgemeinde darstellt. Der Name des Dorfes leitet sich von der Merzalbe ab, die durch den Ort fließt.

## Geographie

### Lage
Der Ort liegt im Pfälzerwald, weitestgehend innerhalb seines Teilbereichs Gräfensteiner Land; lediglich der Nordosten gehört zur Frankenweide. Nachbargemeinden sind – im Uhrzeigersinn – Leimen (Pfalz), Exklave von Wilgartswiesen, Exklave von Annweiler am Trifels, Wilgartswiesen, Münchweiler an der Rodalb und Clausen. Die nächste größere Stadt ist das südwestlich gelegene Pirmasens. 91 % der Gemarkungsfläche sind bewaldet. Zu Merzalben gehören zusätzlich die Wohnplätze Birkwieserhof, Kufenberg und Wieslauterhof.

### Erhebungen
Zwei Kilometer östlich des Siedlungsgebiets erstrecken sich der 521 Meter hohe Winschertberg und der 437 Meter hohe Schlossberg. Weiter südöstlich liegen der Wartenberg samt dessen Gipfelplateau Wartenberger Kopf (493 Meter), der Vordere Winschertkopf und der Schmale Hals. Im äußersten Osten der Gemarkung erheben sich der 609,9 Meter hohe Weißenberg und der 606,2 Meter hohe Hortenkopf.  An der Gemarkungsgrenze zu Leimen erstreckt sich außerdem der 590,8 Meter hohe Mühlenberg.

### Gewässer
Die Pfälzische Hauptwasserscheide verläuft mitten durch das Gemeindegebiet. Mitten durch Gemarkung und Siedlungsgebiet verläuft die Merzalbe. Vor Ort mündet von links der Wilhelmsbach in diesen. Weiter südlich jenseits der Wasserscheide sowie der Bebauung verläuft der Wartenbach, der kurz nach seiner Quelle zum Gambswoog aufgestaut ist. Sein linker Nebenfluss Scheidbach bildet zunächst die Gemarkungsgrenze, die anschließend vom Wartenbach fortgesetzt wird. Im Bereich des Gemarkungsdreiecks Merzalben/Münchweiler/Wilgartswiesen mündet er von links in die Lauter, die zuvor lediglich rund einen Kilometer weiter nordwestlich oberhalb des Wieslauterhofs entspringt und nach der Aufnahme des Wartenbachs die Merzalber Gemarkung verlässt.

## Geschichte
Merzalben wurde 1237 erstmals urkundlich erwähnt. In dieser Urkunde wurden Friedrich III. von Leiningen im Rahmen der Güterteilung zwischen den Brüdern Friedrich III. und Emich IV. von Leiningen das „Castrum Grebinstein“ mit den Dörfern „Merichisalbin“, „Rothalbin“ und „Eiswilre“ zugesprochen. 1381 wechselte der zuvor zum Bistum Metz gehörende Ort ins Bistum Worms.
Das Dorf Merzalben gehörte bis zum Ende des 18. Jahrhunderts zur Markgrafschaft Baden.
Im Jahr 1794 wurde das linke Rheinufer im Ersten Koalitionskrieg besetzt. Von 1798 bis 1814, als die Pfalz Teil der Französischen Republik (bis 1804) und anschließend Teil des Napoleonischen Kaiserreichs war, war Merzalben in den Kanton Waldfischbach im Departement Donnersberg eingegliedert. Während dieser Zeit war der Ort Sitz einer Mairie, zu der zusätzlich Leimen gehörte.
Aufgrund der auf dem Wiener Kongress getroffenen Vereinbarungen kam das Gebiet im Juni 1815 zunächst zu Österreich und wurde 1816 auf der Grundlage eines Staatsvertrags an das Königreich Bayern abgetreten. Unter der bayerischen Verwaltung gehörte Merzalben von 1817 an zum Landkommissariat Pirmasens im Rheinkreis, das anschließend in ein Bezirksamt umgewandelt wurde.
1939 wurde Merzalben in den Landkreis Pirmasens (ab 1997 Landkreis Südwestpfalz) eingegliedert. Nach dem Zweiten Weltkrieg wurde die Gemeinde Merzalben innerhalb der französischen Besatzungszone Teil des Regierungsbezirks Pfalz im damals neu gebildeten Land Rheinland-Pfalz. Im Zuge der ersten rheinland-pfälzischen Verwaltungsreform wurde die Gemeinde 1972 der neugeschaffenen Verbandsgemeinde Rodalben zugeordnet.

## Einwohner

### Bevölkerungsentwicklung
Die Entwicklung der Einwohnerzahl von Merzalben, die Werte von 1871 bis 1987 beruhen auf Volkszählungen:

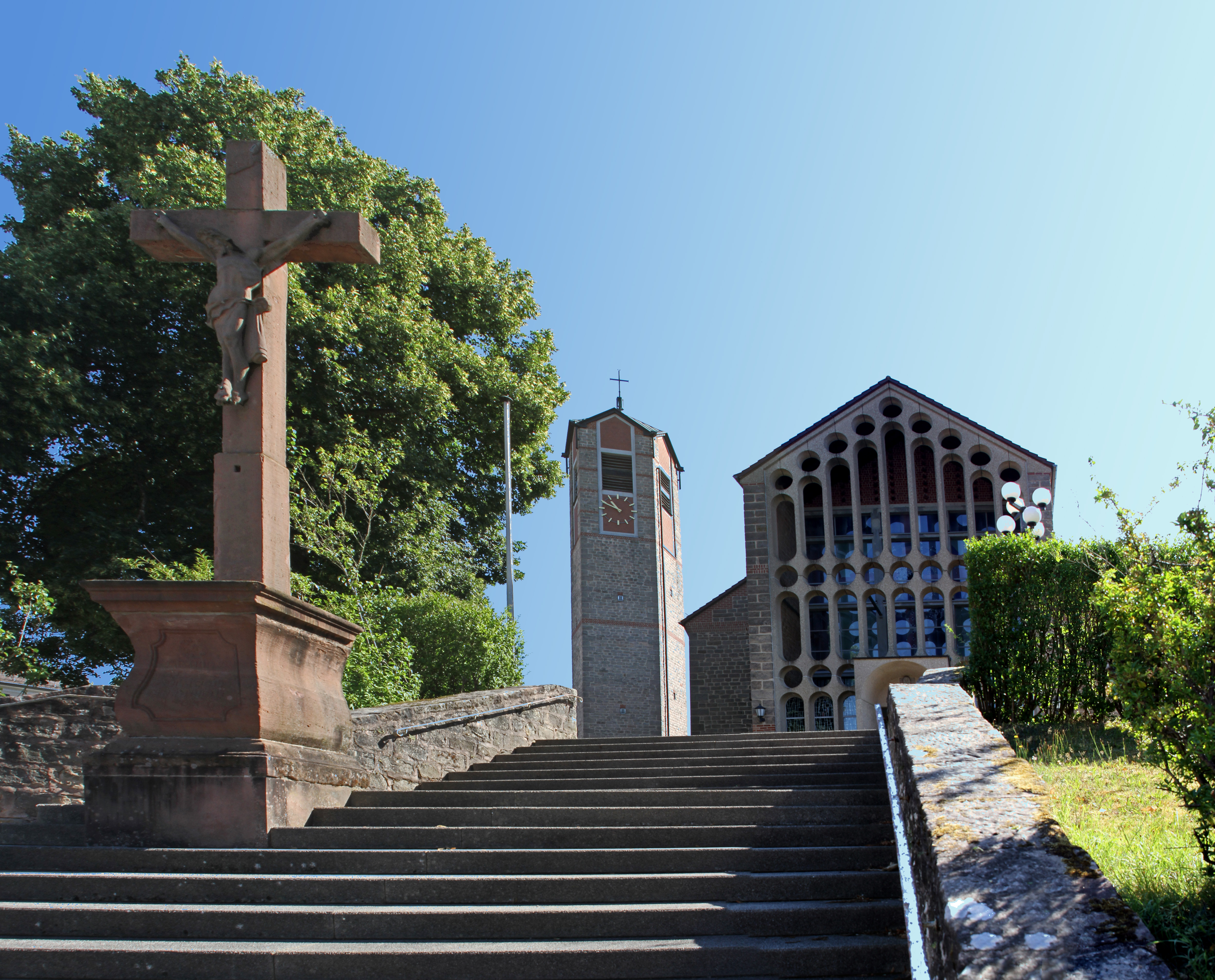
Pfarrkirche Hl. Kreuz

| Jahr | Einwohner |
| ---- | --------- |
| 1815 | 360       |
| 1835 | 605       |
| 1871 | 647       |
| 1905 | 670       |
| 1939 | 919       |
| 1950 | 1.028     |
| 1961 | 1.160     |

| Jahr | Einwohner |
| ---- | --------- |
| 1970 | 1.248     |
| 1987 | 1.268     |
| 1997 | 1.354     |
| 2005 | 1.293     |
| 2011 | 1.209     |
| 2017 | 1.153     |
| 2023 | 1.188     |

### Religion
Ende 2014 waren 62,3 Prozent der Einwohner katholisch und 20,8 Prozent evangelisch. Die übrigen gehörten einer anderen Religion an oder waren konfessionslos. Die Katholiken gehören zum Bistum Speyer, die Protestanten zur Protestantischen Landeskirche Pfalz. Bis 1723 gehörte Merzalben katholischerseits zur Pfarrei von Rodalben, ehe es diesbezüglich eigenständig wurde. Zunächst war die örtliche Pfarrei ebenso für Leimen zuständig, ehe letzteres 1864 selbständig wurde.

## Politik

### Gemeinderat
Der Gemeinderat in Merzalben besteht aus 16 Ratsmitgliedern, die bei der Kommunalwahl am 9. Juni 2024 in einer personalisierten Verhältniswahl gewählt wurden, und dem ehrenamtlichen Ortsbürgermeister als Vorsitzendem.
Die Sitzverteilung im Gemeinderat:
| Wahl | SPD | CDU | BGM | Gesamt   |
| ---- | --- | --- | --- | -------- |
| 2024 | 7   | 9   | –   | 16 Sitze |
| 2019 | 7   | 9   | –   | 16 Sitze |
| 2014 | 7   | 9   | –   | 16 Sitze |
| 2009 | 7   | 8   | 1   | 16 Sitze |
| 2004 | 7   | 7   | 2   | 16 Sitze |

- BGM = Bürgergemeinschaft Merzalben e. V.

### Bürgermeister
Michael Köhler (CDU) wurde am 10. Juli 2019 Ortsbürgermeister von Merzalben. Bei der Direktwahl am 26. Mai 2019 war er mit einem Stimmenanteil von 75,38 % für fünf Jahre gewählt worden. Bei der Direktwahl am 9. Juni 2024 setzte er sich mit 54,4 % gegen einen Mitbewerber durch.
Köhlers Vorgänger war Benno Schwarz (CDU).

### Wappen
| Wappen von Merzalben | Blasonierung: „Von Blau und Gold geteilt, oben ein wachsender goldbewehrter silberner Greif, einen kleinen goldenen Schild mit einem roten Schrägwellenbalken haltend, unten auf grünem Hügel eine rote Burg.“ |
| Wappen von Merzalben | Wappenbegründung: Es wurde 1956 vom Mainzer Innenministerium genehmigt und erinnert mit dem Greif an die ehemalige Zugehörigkeit zur Markgrafschaft Baden.                                                     |

## Kultur und Sehenswürdigkeiten

### Kulturdenkmäler

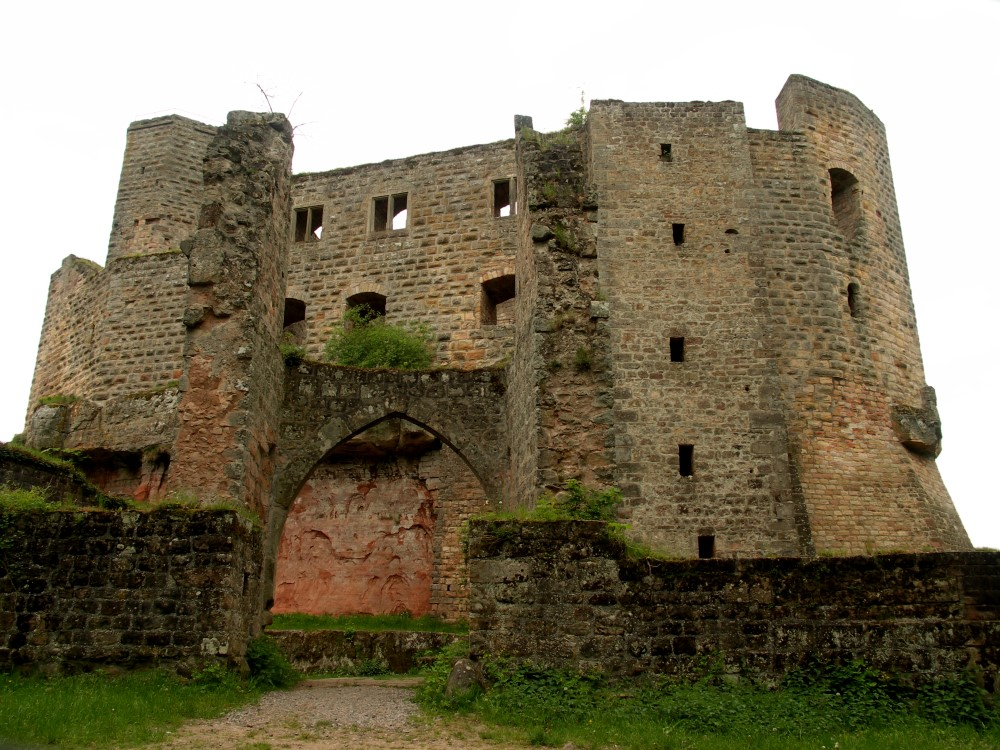
Burgruine Gräfenstein

Die Ruine der Burg Gräfenstein, die etwa zwei Kilometer östlich des Siedlungsgebiets liegt und der Region ihren Namen gab, sowie der Wieslauterhof sind als Denkmalzonen ausgewiesen.
Hinzu kommen insgesamt 13 Einzelobjekte, die unter Denkmalschutz stehen, darunter der 28 Meter hohe Luitpoldturm; er wurde 1909 auf dem Gipfel des Weißenberges als Aussichtsturm errichtet. Unmittelbar auf der Gemarkungsgrenze zu Wilgartswiesen befindet sich der Dreiherrenstein, der zugleich als Ritterstein 57 ausgewiesen ist.

### Natur
Die etwa 2400 Hektar große Kernzone Quellgebiet der Wieslauter des Naturparks Pfälzerwald liegt teilweise auf dem Gebiet von Merzalben.

### Ortsneckname
Der Ortsneckname für die Bewohner Merzalbens lautet „Neecher“, dem pfälzischen Dialekt für „Neger“; angeblich geht dies auf die Worte eines Pfarrers namens Richard Frank zurück: „Christen wollt ihr sein? Heiden seid ihr. Neecher seid ihr!“

### Karneval
Seit 2017 findet alljährlich der sogenannte Nachtumzug an Fastnacht statt. Dieser wird vom einheimischen Karnevalverein "Närrische Neecher Merzalben" (abgeleitet vom Ortsspitznamen "Neecher") organisiert. 2019 übertrug der SWR den Umzug. Nach der Sperrung der Facebookseite des Vereins und Rassismusvorwürfen aufgrund des Namens, entschied sich der Verein 2021 zur Umbenennung in "Merzalwer Burgnarren". 
"Spätestens, als die Black-Lives-Matter-Bewegung Fahrt aufnahm, war klar, dass es mit diesem Namen nicht weiter gehen kann" so Vereinsvorsitzende Sylvia Teuscher im Interview mit dem SWR. Damit wurde auch das Vereinslogo abgeschafft, dies zeigte bisher "einen Schwarzen, der über die Mauer der Burg Gräfenstein springt".

### Rittersteine
Auf Gemarkung der Gemeinde stehen zahlreiche Rittersteine. Neben dem bereits erwähnten Dreiherrenstein handelt es sich um den Ritterstein 54 Schäferei, der auf eine Schäferei der Burg Gräfenstein hinweist. 55 Spalt verweist auf eine Schlucht, die volkstümlich als „Spalt“ bezeichnet wird. 56 Königswoog markiert einen gleichnamigen Woog, der einst der Holztrift diente.

## Wirtschaft und Infrastruktur

### Wirtschaft
Nach dem Zweiten Weltkrieg war Merzalben außerdem Bestandteil der inzwischen aufgelösten Pirmasens Military Community. Vor Ort vertrieb außerdem ein freier Importeur zeitweise unter anderem Autos von Lynx. Die Gemeinde war Sitz der Raiffeisenkasse Merzalben eGmbH, die 1962 sowie mehreren weiteren Fusionen in der Folgezeit in der VR-Bank Südwestpfalz Pirmasens-Zweibrücken aufging.

### Verkehr
Durch den Ort führt die Landesstraße 496. Die Kreisstraße 52 verbindet das Siedlungsgebiet mit der Burg Gräfenstein. Über die nahegelegene Auffahrt Thaleischweiler-Fröschen der A 62 besteht Anschluss an den Fernverkehr.

### Tourismus

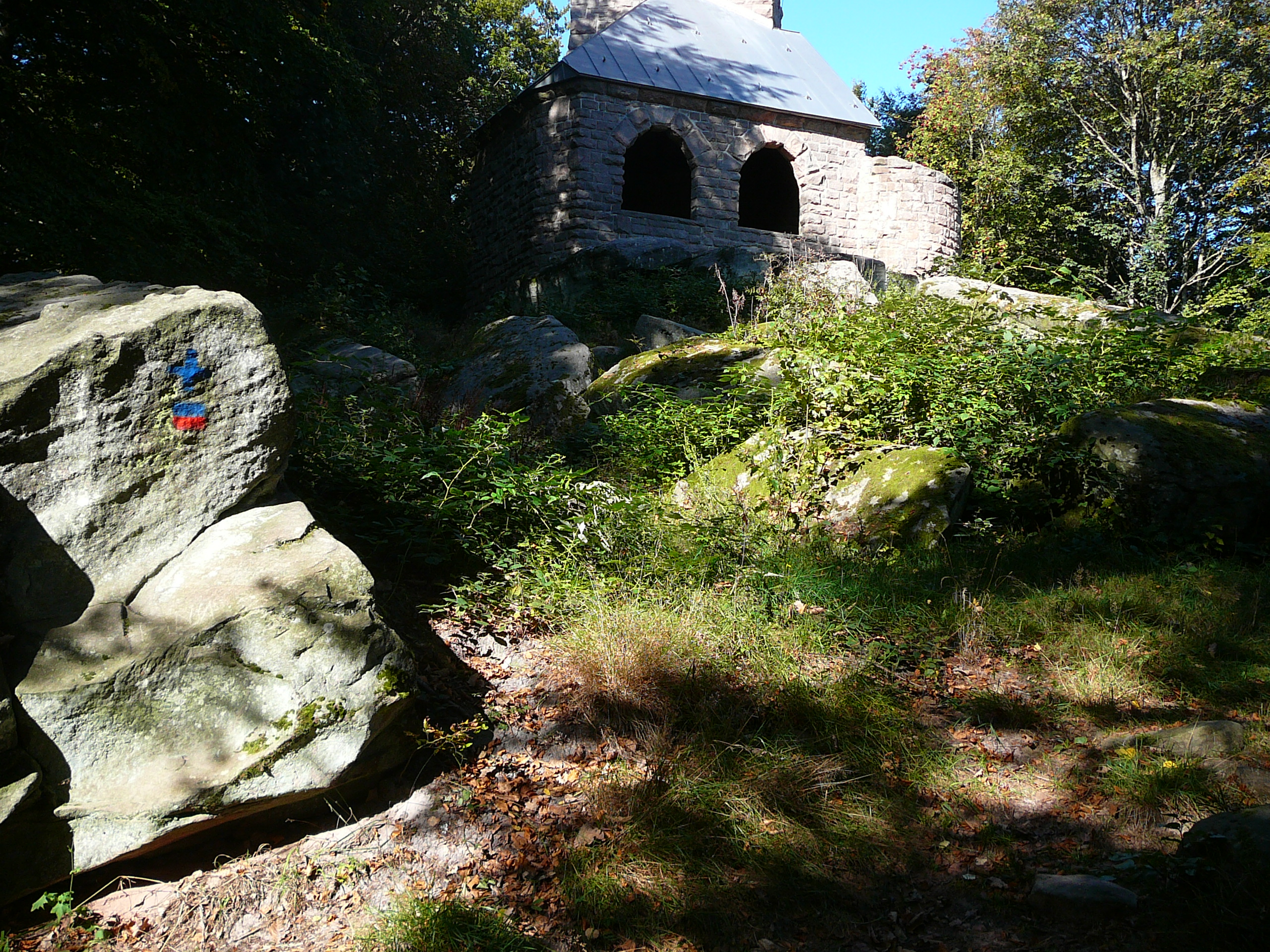
Wegemarkierungen (links) auf dem Gebiet von Merzalben

Am Ortsrand befindet sich die vom Ortsverein Merzalben des Pfälzerwald-Vereins bewirtschaftete Gräfensteinhütte. Durch die Gemeinde verläuft mit der Pfälzerwald-Tour ein Radweg, der von Kaiserslautern bis nach Hinterweidenthal führt. Durch die Gemeinde führt mit dem  Pfälzer Waldpfad ein sogenannter Prädikatswanderweg; er verbindet sie mit Kaiserslautern und Schweigen-Rechtenbach. Zudem liegt Merzalben am Fernwanderweg Donnersberg–Donon und am Fernwanderweg Nahegau-Wasgau-Vogesen.
Durch die Waldgemarkung verlaufen ein Wanderweg, der mit einem grünen Kreuz markiert ist und der von Freinsheim bis zum Erlenkopf führt und einer, der mit einem blauen Kreuz gekennzeichnet ist. Der mit einem blau-roten Balken markierte Weg von Kirchheimbolanden bis nach Pirmasens.

## Persönlichkeiten

### Söhne und Töchter der Gemeinde
- Karl Maenner (1850–1927), Reichsgerichtsrat
- Isidor Markus Emanuel (1905–1991), Bischof von Speyer

### Personen, die vor Ort gewirkt haben
- Pietro Pileo di Prata (~1330–1401), italienischer Graf, Bischof, Kardinal und päpstlicher Diplomat, veranlasste den Bistumswechsel Merzalbens von 1381.
- Rudolf Frieß (1881–1965), Jäger und Autor, war von 1924 bis 1935 Oberförster im Forstamt Merzalben.